# Kanton Saint-Jean-de-la-Ruelle
Der Kanton Saint-Jean-de-la-Ruelle ist seit 1973 ein französischer Kanton im Arrondissement Orléans im Département Loiret in der Region Centre-Val de Loire; sein Hauptort ist Saint-Jean-de-la-Ruelle.

## Gemeinden
Der Kanton besteht aus drei Gemeinden mit insgesamt 36.938 Einwohnern (Stand: 1. Januar 2022) auf einer Gesamtfläche von 35,88 km²:
| Gemeinde                       | Einwohner 1. Januar 2022 | Fläche km² | Dichte Einw./km² | Code INSEE | Postleitzahl |
| ------------------------------ | ------------------------ | ---------- | ---------------- | ---------- | ------------ |
| Ingré                          | 9.838                    | 20,82      | 473              | 45169      | 45140        |
| La Chapelle-Saint-Mesmin       | 10.492                   | 8,96       | 1.171            | 45075      | 45380        |
| Saint-Jean-de-la-Ruelle        | 16.608                   | 6,10       | 2.723            | 45285      | 45140        |
| Kanton Saint-Jean-de-la-Ruelle | 36.938                   | 35,88      | 1.029            | 4519       | –            |

Bis zur landesweiten Neugliederung der Kantone 2015 bestand der Kanton Saint-Jean-de-la-Ruelle lediglich aus der Gemeinde Saint-Jean-de-la-Ruelle. Sein Zuschnitt entsprach einer Fläche von 6,06 km2. Er besaß vor 2015 einen anderen INSEE-Code als heute, nämlich 4537.

## Bevölkerungsentwicklung
| 1962 | 1968   | 1975   | 1982   | 1990   | 1999   | 2006   |
| ---- | ------ | ------ | ------ | ------ | ------ | ------ |
| 8042 | 12.620 | 16.359 | 17.062 | 16.335 | 16.560 | 16.414 |